# Відносини між Ганою та Іспанією
Відносини між Ганою та Іспанією — двосторонні і дипломатичні відносини між цими двома країнами. Гана має канцелярію в Мадриді і консульство в Барселоні. Іспанія має посольство в Аккрі.

## Дипломатичні відносини.
Іспанія встановила дипломатичні відносини з Республікою Гана 10 листопада 1967 року. З тих пір відносини між двома країнами стали серцевими. В останні роки спостерігається зростання взаємного інтересу, про що свідчить ганська сторона в 2004 році з відкриттям посольства в Мадриді і іспанська сторона в 2008 році з відкриттям економічного та комерційного офісу в Аккрі.
Двосторонні відносини засновані на хорошому іміджі Іспанії в Гані і заклопотаності іспанської зовнішньої політики збільшенням ефективної присутності Іспанії в Африці, і особливо в Західній Африці.

## Економічні відносини.
Традиційно неважливі економічні відносини почали набувати значення в 2011 році у сфері інвестицій, так і у сфері торгівлі, будь то товари або послуги. Гана все більше привертає увагу іспанських компаній.

## Співробітництво.
Гана традиційно не є пріоритетною країною для іспанського співробітництва та не включена в якості такої в Генеральний план (2012-2016 роки). Тому двостороннє іспанське співробітництво носить обмежений характер. Однак згаданий Генеральний план вказує на те, що" Західна Африка буде вважатися пріоритетним регіоном для іспанського співробітництва", який "запустить регіональну програму співпраці, наділену структурою, з багатосторонньою (ЕКОВАС) і двосторонньої стороною" і що "будуть посилені механізми, що дозволяють країнам максимально використовувати багатосторонні кошти, що виділяються регіону".